# Beljenje koral
Beljenje koral (tudi bledenje ali belenje koral) je izguba znotrajceličnega sožitja (endosimbioze) z algami iz rodu Symbiodinium (znanih tudi kot zooksantele). Korale, ki tvorijo ekosisteme velikih koralnih grebenov v tropskih morjih, so odvisne od sožitja s fotosintetskimi algami, ki gostiteljskim koralam dajejo hranila, korale pa algam posredujejo ogljikov dioksid in anorganske snovi. Alge so v veliki meri odgovorne za barvo koral, vendar je natančni odtenek odvisen tudi od pigmentov, ki jih izdeluje sama korala. Pod stresom lahko korale prekinejo odnos sožitja in izključijo alge iz svojih struktur, kar vodi do svetlejšega ali popolnoma belega videza, iz česar tudi izhaja ime procesa.

## Vzroki
Korale so živi organizmi. Spadajo med ožigalkarje in se naselijo na apnenčastih tleh v sožitju z majhnimi enoceličnimi algami zooksantelami. Koralno beljenje je škodljiv pojav, ki vpliva na koralne grebene in njihove ekosisteme. Če korale zavrnejo simbiozo z algami, katere dajejo hrano in značilne močne barve, postane skelet koral izpostavljen. To lahko vodi do umiranja koral, oziroma celo do izumrtja.  
Katerikoli okoljski sprožilec, ki vpliva na sposobnost koral oskrbovanja z zooksantele s hranilnimi snovmi za fotosintezo (ogljikov dioksid, amonijev ion) bo vodil do izgona. Ta proces je "spirala navzdol" s čimer neuspeh korale prepreči, da porazdelitev zooksantele vodi do vse večje količine s fotosintezo pridobljenega ogljika preusmeri v alge namesto v korale. To povzroči energijsko ravnotežje, ki je potrebno da korale še naprej ohranjajo alge bolj krhke in zato korale izgubljajo sposobnost, da ohranijo parazitski nadzor nad zooksantele. 
Fiziološko, lipidna razporeditev simbiontov tilakoid  membrane vpliva na njihovo strukturno integriteto, ko pride do spremembe v temperaturi, ki v kombinaciji s povečanim dušikom pride do škodnega rezultata v fotosistemu . Kot rezultat nakopičene oksidacije, stresa in poškodb tilakoida kloroplasti, je tudi povečanje v degradaciji simbioze in simbioza bo tako sčasoma zapustila svojega gostitelja. Ni samo sprememba v temperaturi vode in povečanju vode, ki vpliva na možnost beljena ampak so tudi drugi dejavniki, ki igrajo vlogo. Drugi faktorji, ki vključujejo povečanje sončnega obsevanja (UV in vidno svetlobo) so regionalne vremenske spremembe,  plitko morske obale koral in izpostavljenost mrzlim vetrovom.

## Povzročitelji
Beljenje koral je posplošen stresni odziv koral in je lahko povzročen zaradi številnih biotskih in abiotskih faktorjev: 
- temperaturno nihanje vode[4][5][6]
- pomanjkanje kisika povzročen z naraščanjem živalskega planktona, kar je rezultat prevelikega lova rib[7]
- povišano sončno obsevanje in ultravijolično valovanje svetlobe)[8]
- spremembe v kemijski sestavi vode zaradi upadanja pH)[9]
- povišano usedanje [10]
- bakterijske okužbe[11]
- spremembe v slanosti[12]
- herbicidi[13]
- nizka oseka in izpostavljenost[14]
- cianidni ribolov[15]
- zvišane morske gladine vključno z globalnim segrevanjem
- mineralni prah iz Afrike in nevihtni prah, ki sta vzrok suše[16]
- štiri skupine sredstev za zaščito pred soncem vsebujejo sestavine ki niso biorazgradljive in se izpirajo iz kože plavalcev, potapljačev ali s skakanjem v vodo.[17][18][19]

Večina teh povzročiteljev povzroči beljenje koral omejeno na deset do sto kilometrov. Množično koralno beljenje pa je dogodek, ki se pojavi v regionalnem ali svetovnem merilu. Koralni grebeni, ki jim grozi nadaljnjo beljenje so tisti, ki se nahajajo v topli in plitki vodi, katera ima nizek pretok vode.

## Masovno beljenje
Iz dokazov je razvidno, da je povišana temperatura glavni vzrok masovnega beljenja koral. Šestdeset večjih primerov koralnega beljenja se je zgodilo med letoma 1979 in 1990.
Korelacijske terenske študije so opozorile na temperaturo, ki je odgovorna za sprožitev masovnega beljenja koral. Te študije kažejo tesno povezavo med toplimi - takrat normalnimi pogoji (vsaj 1 °C višjo od najvišje poleti) in pogostost beljenja koral.
Dejavniki, ki vplivajo na rezultat beljenja, vključujejo stresno-odpornost, katera zmanjšuje beljenje, tolerira pa pomanjkanje alg in kako hitro nova korala nadomesti mrtvo. Zaradi neenakomernega beljenja, lokalnih klimatskih razmer, kot so odtenek ali tok hladnejše vode, se lahko zmanjšuje pogostost beljenja. Tako zdravje koral kot zdravje alg in genetika vpliva na beljenje.
Velike koralne kolonije, kot je npr. Porites, so sposobne prenest ekstremne temperaturne šoke, medtem ko so slabo razvajene korale, kot npr. Acropora, veliko bolj dovzetne na stres pri temperaturni spremembi. Korale, ki so stalno izpostavljene nizki stresni ravni, so lahko bile bolj odporne na beljenje.

### Spremljanje temperature morske gladine grebena
Ameriški nacionalni oceanski in atmosferski administracijski monitorji za zaznavanje področij beljenja "vročih točk" (NOAA) merijo, kje se temperatura morske gladine dvigne za 1 °C ali več od dolgoletnega povprečja mesečnih povprečij. Ta sistem je v svetu zaznal 1998 dogodkov beljenja, ki je ustrezal El Niño. NOAA uporablja tudi nočni satelit za opazovanja ponoči. S tem se izognejo povišanim temperaturam zaradi dnevnih segrevanj, ki so posledice solarnega segrevanja na površini morja čez dan. Z nočnim opazovanjem se izognejo bleščanju sonca.

### Spremembe v kemiji oceana
Povečanje zakisljevanja oceanov zaradi povišane ravni ogljikovega dioksida povečuje učinke beljenja zaradi termičnega stresa. Zakisljevanje vpliva na zmožnost koral, da tvorijo apnenčasto sestavo, bistveno za njihovo preživetje. Nedavna študija iz Atkinsonovega centra za trajnostno prihodnost je ugotovila, da bi zaradi kombinacije zakisljevanja in dviga temperature, raven CO2 lahko postala previsoka za preživetje koral v manj kot 50. letih.

### Vpliv
Po pričakovanju bo v obdobju med 2012 in 2040 do beljenja koralnih grebenov prihajalo bolj pogosto. Medvladni panel za podnebne spremembe (IPCC) meni, da je to največja svetovna grožnja sistema grebenov.